# Спортлото-82
Спортлото-82 (рус. Спортлото-82) е съветска комедия от 1982 г., режисирана от Леонид Гайдай. Последният филм на Гайдай, който успява да стане лидер на съветското филмово разпространение, през 1982 г. - над 55 милиона зрители

## Сюжет
През горещото лято на 1982 г. група пътници, отиващи на почивка в Крим, се срещат в едно купе на влака. Сред тях е Сан Санич, спекулант, който се интересува най-много от разликите в цените на плодовете, и полицай, който планира да посети леля си, която живее в Крим. Групата от пътешественици включва и Костя, който планира поход в планината, и момичето Таня, което намира билет от лотарията Спортлото, изоставен от разсеян полицай. След пристигане на място се оказва, че комбинацията от числа (1, 2, 3, 4, 5, 6), която гарантира печалбата, е идентична с тази на талона на полицая. Пътуващите започват да търсят купон, който наскоро е служил като отметка в популярен детективски роман.
Филмът е заснет във Феодосия. Филмът има касов успех през 1982 г. в СССР - продадени са над 55 милиона билета.

## Създатели
- Сценаристи: Владлен Бахнов, Леонид Гайдай
- Режисьор: Леонид Гайдай
- Оператор: Сергей Полуянов, Виталий Абрамов
- Художник-постановчик: Феликс Ясюкевич
- Композитор: Александър Зацепин
- Текст: Игор Шаферан, Юрий Ентин

## В ролите
- Алгис Арлаускас е Константин Луков, полицейски шофьор
- Светлана Аманова — Тетяна Пехова (дубляж — Надя Румянцева)
- Михаил Пуговкин — Сан Санич Мурашко, спекулант
- Михаил Кокшенов - Степан, спътник на Сан Санич
- Денис Кмит - Павло, годеникът на Татяна